# Los Héroes (estación)
Los Héroes es una estación de combinación ferroviaria que forma parte de la red del metro de Santiago de Chile. Se encuentra por subterráneo entre las estaciones La Moneda y República de la línea 1, y por superficie entre las estaciones Santa Ana y Toesca de la línea 2. La estación se ubica sobre la Alameda del Libertador Bernardo O'Higgins en la comuna de Santiago. Al costado pasa la Autopista Central (antigua Panamericana).

## Características y entorno

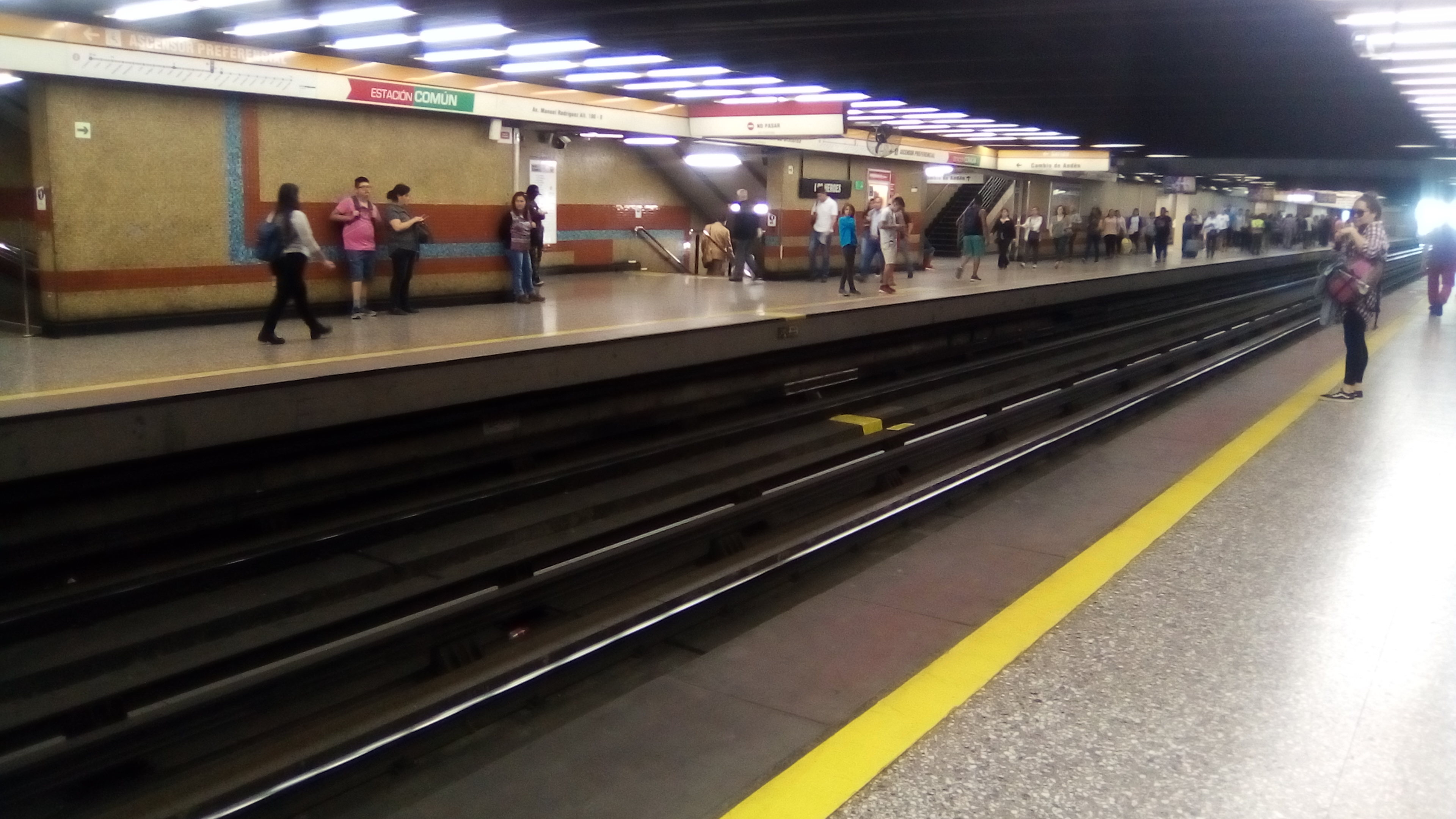
Andenes correspondientes a la estación de la Línea 2.

Presenta un flujo de pasajeros alto, debido a ser la combinación de los pasajeros procedentes de la zona sur del Gran Santiago, hacia el centro de Santiago, y otros lugares de la capital chilena. En el entorno inmediato de la estación, se encuentra la embajada de Brasil, varias universidades —como la Alberto Hurtado, la Diego Portales, entre otras—, comercios y el terminal de buses interurbanos Los Héroes. La estación poseía una afluencia diaria promedio de 44 211 pasajeros a mediados de 2017.
Cabe destacar que en esta estación, en la línea 1, en ambas direcciones, se conserva el diseño de cartel original con el nombre de la estación que data de 1975, aunque sin el logotipo de Metro ni su pictograma correspondiente. Se encuentra sobre unos espejos correspondientes a una obra de MetroArte. Asimismo, cuenta con un módulo de Bibliometro en su interior. 

### Accesos
| Acceso | Intersección                    |
| ------ | ------------------------------- |
| A      | Alameda con Almirante Barroso   |
| B      | Alameda con Almirante Barroso   |
| C      | Bandejón Central Alameda        |
| D      | Alameda con Ejército Libertador |
| E      | Alameda con Ejército Libertador |

## MetroArte
Los Héroes cuenta con dos proyectos de MetroArte en su interior. Uno de ellos es Constelación II y fue uno de los primeros trabajos en ser parte del programa. La obra fue realizada por Pablo McClure y está compuesta por cuatro lienzos. Constelación II tiene la particularidad de que puede ser vista desde ambos sentidos del andén, debido a que en el andén hacia Los Dominicos se instalaron espejos que reflejan los cuadros hacia el andén San Pablo, de manera que los pasajeros puedan mirar la obra sin importar la dirección en que estén. Fue instalado en 1994 y tiene una superficie total de 380 metros cuadrados.
Más adelante, en 2009, se instala Los Héroes de La Concepción, una serie de cuadros que retratan la Batalla de La Concepción (llevada a cabo en 1882) y algunos participantes de ésta. Los lienzos fueron pintados por Manuel Espinosa y los cuadros en específico personifican a Arturo Pérez Canto, Ignacio Carrera Pinto, Julio Montt Salamanca, Luis Cruz Martínez y una escena ocurrida ya al final del conflicto. Los retratos se encuentran en la línea 1: los soldados están instalados en las escaleras que conectan los andenes con la mezanina, mientras que la escena del golpe final se encuentra en el sector del cambio de andén.

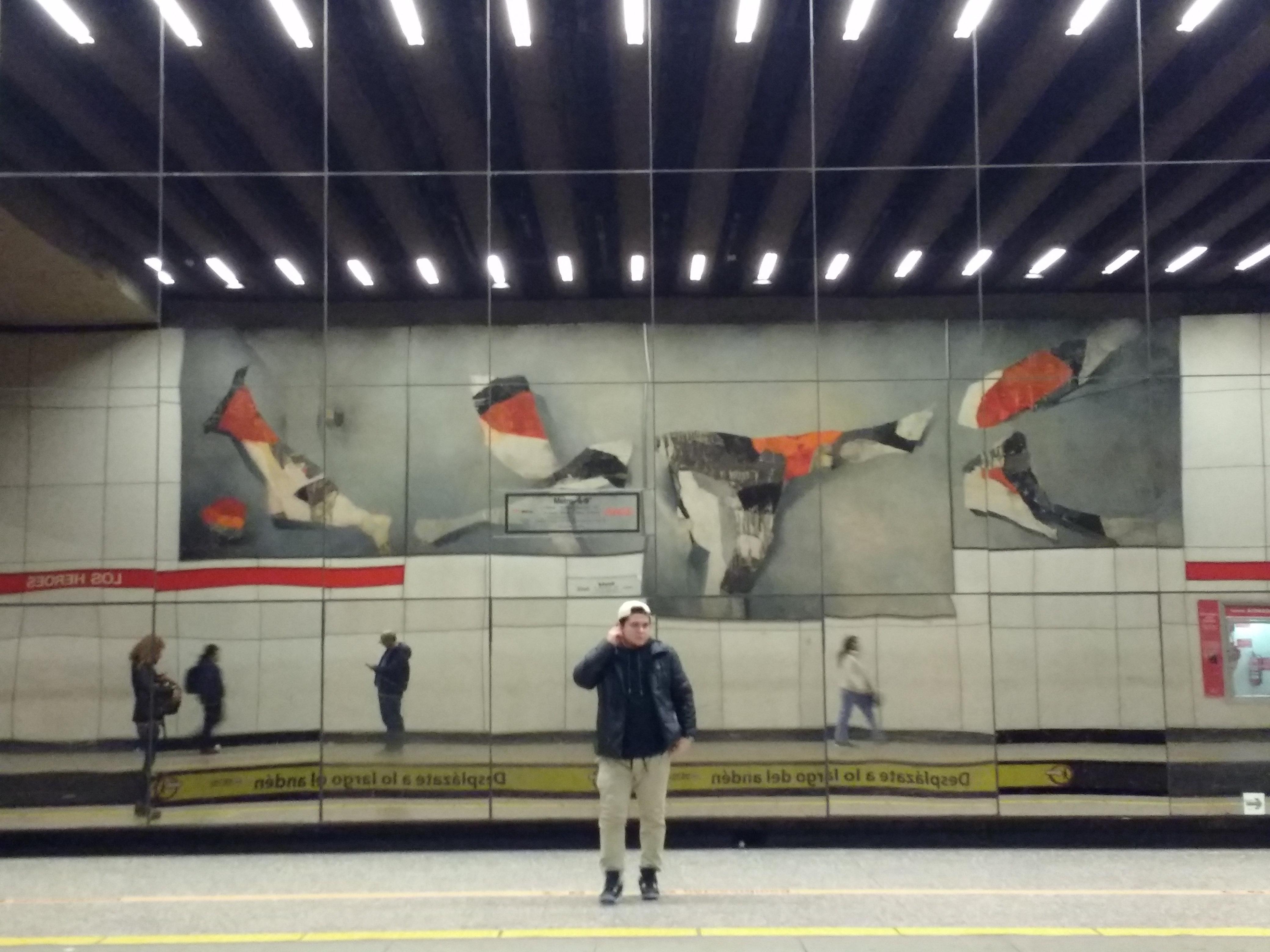
Constelación II visto desde el andén hacia Los Dominicos.
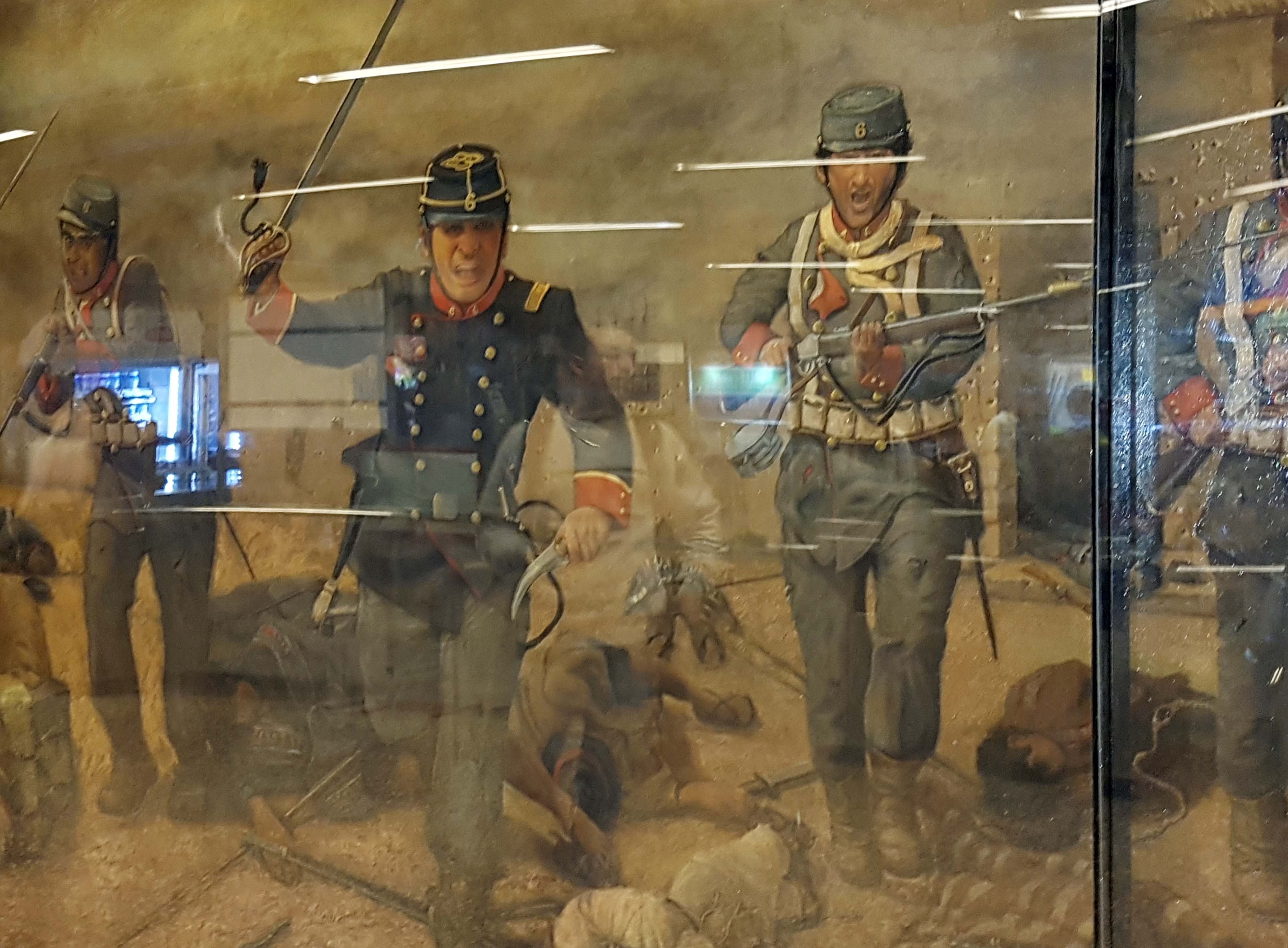
Carga final de la batalla de La Concepción (detalle).
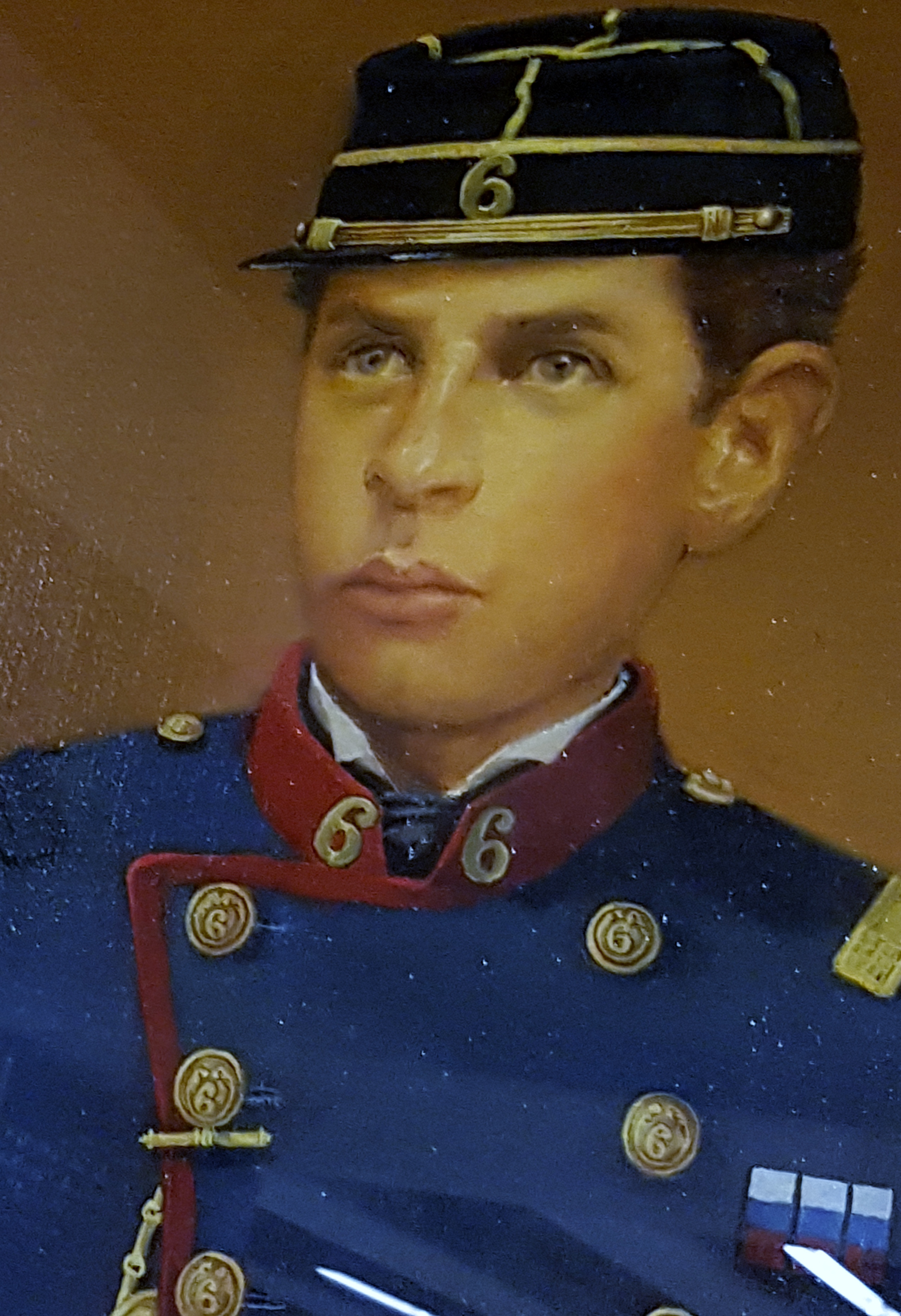
Retrato de Arturo Pérez Canto (detalle).
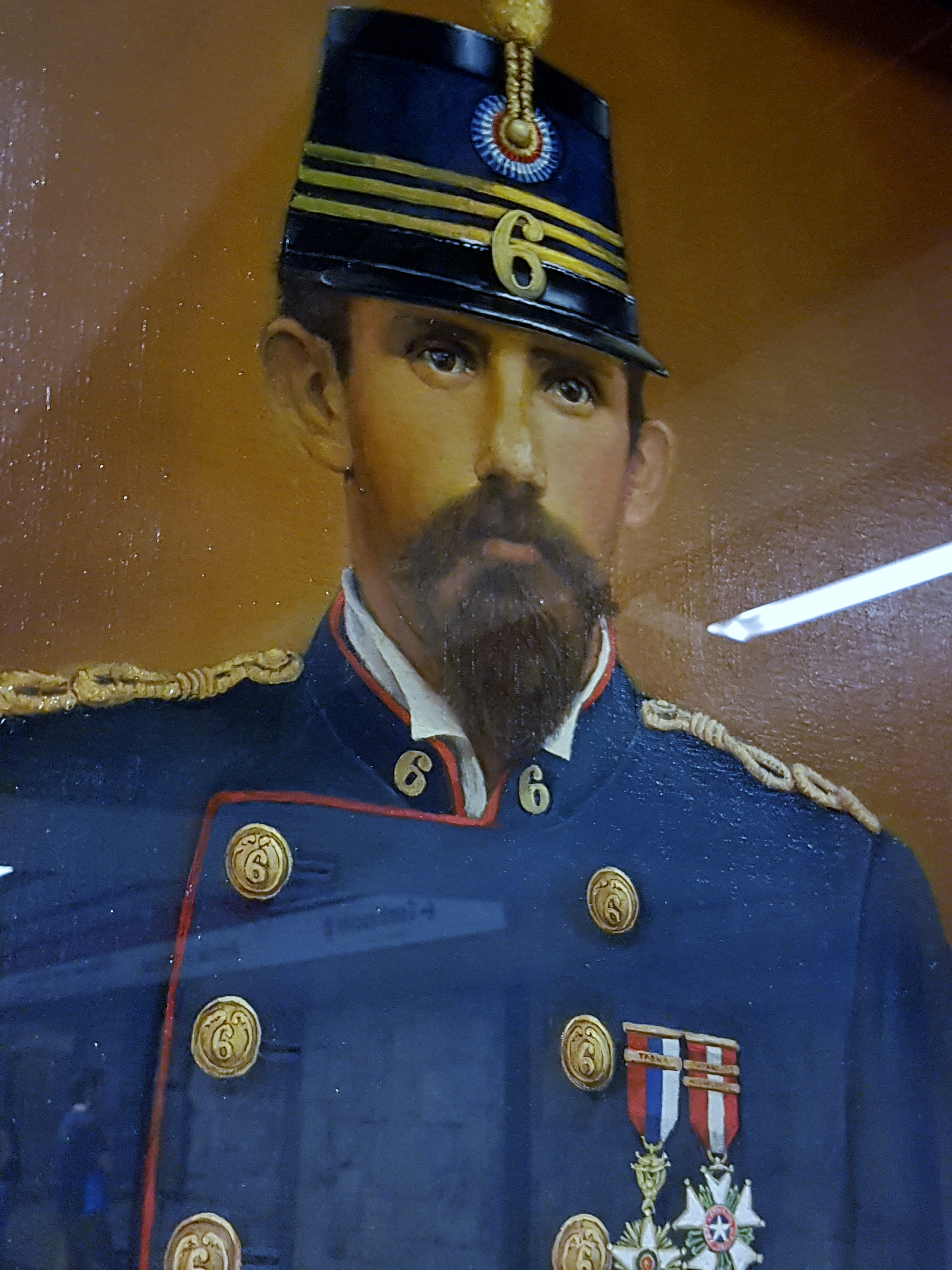
Retrato de Ignacio Carrera Pinto (detalle).
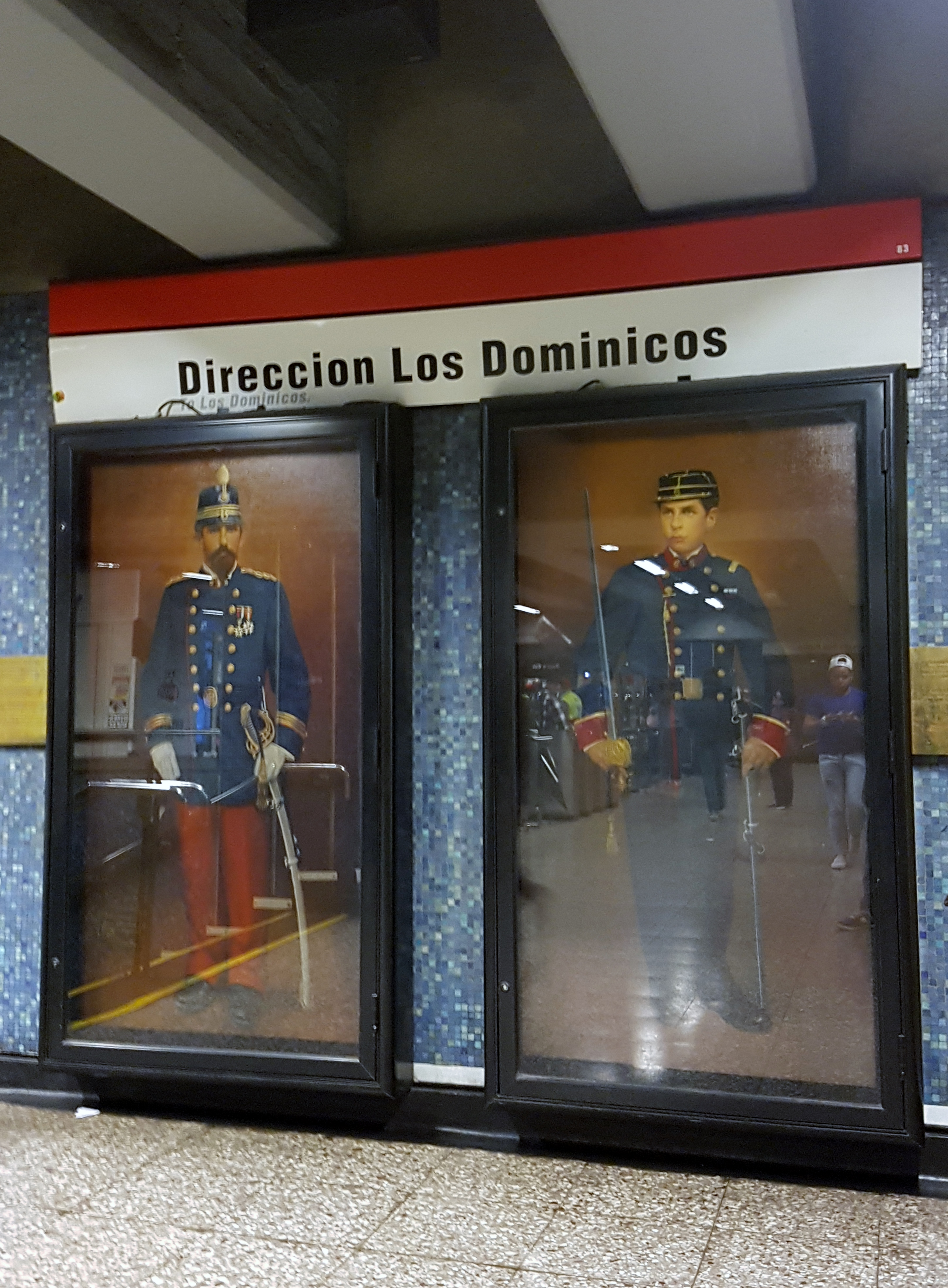
Retratos de Pinto (izq.) y Pérez (der.).
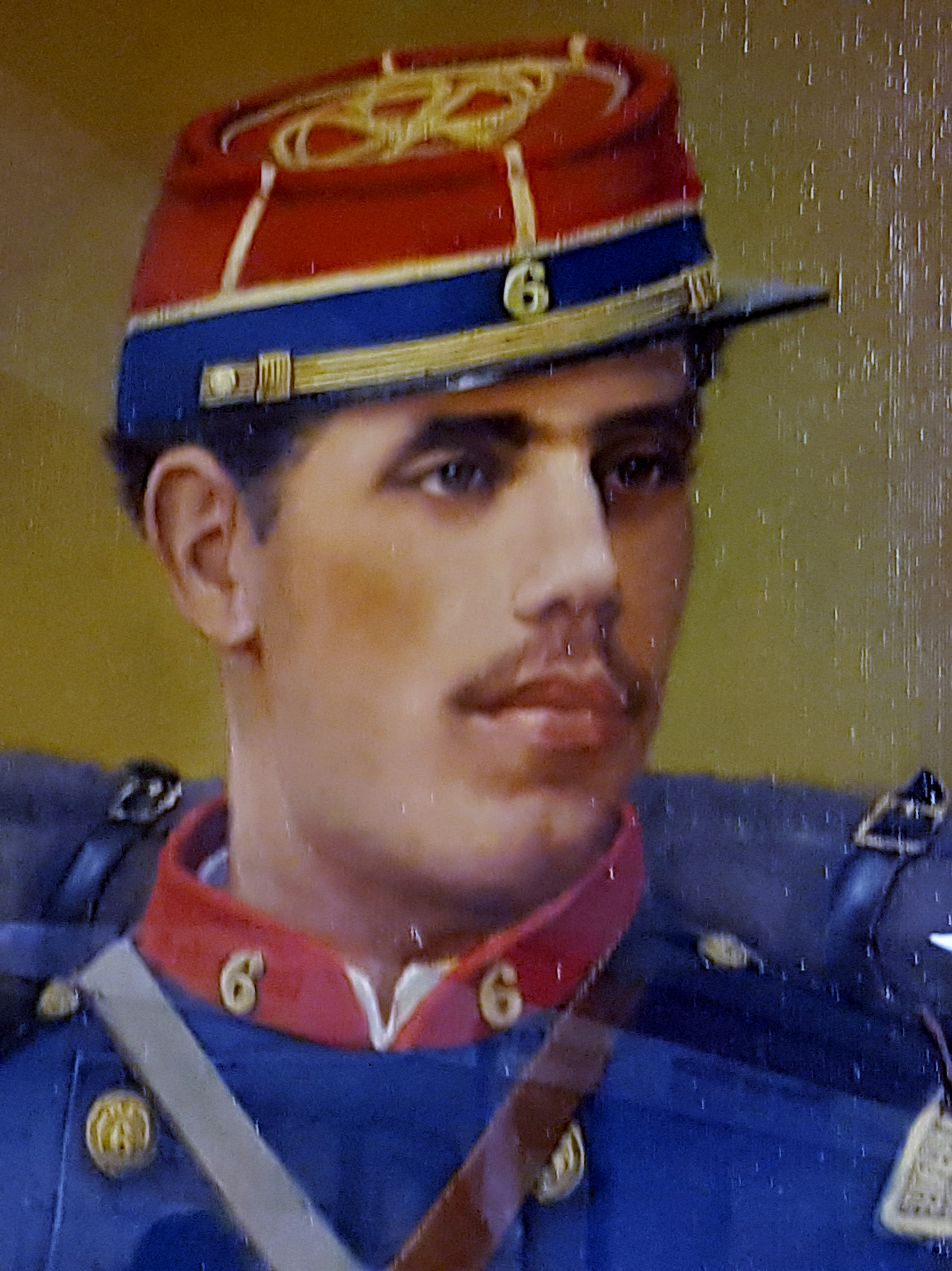
Retrato de Julio Montt Salamanca (detalle).
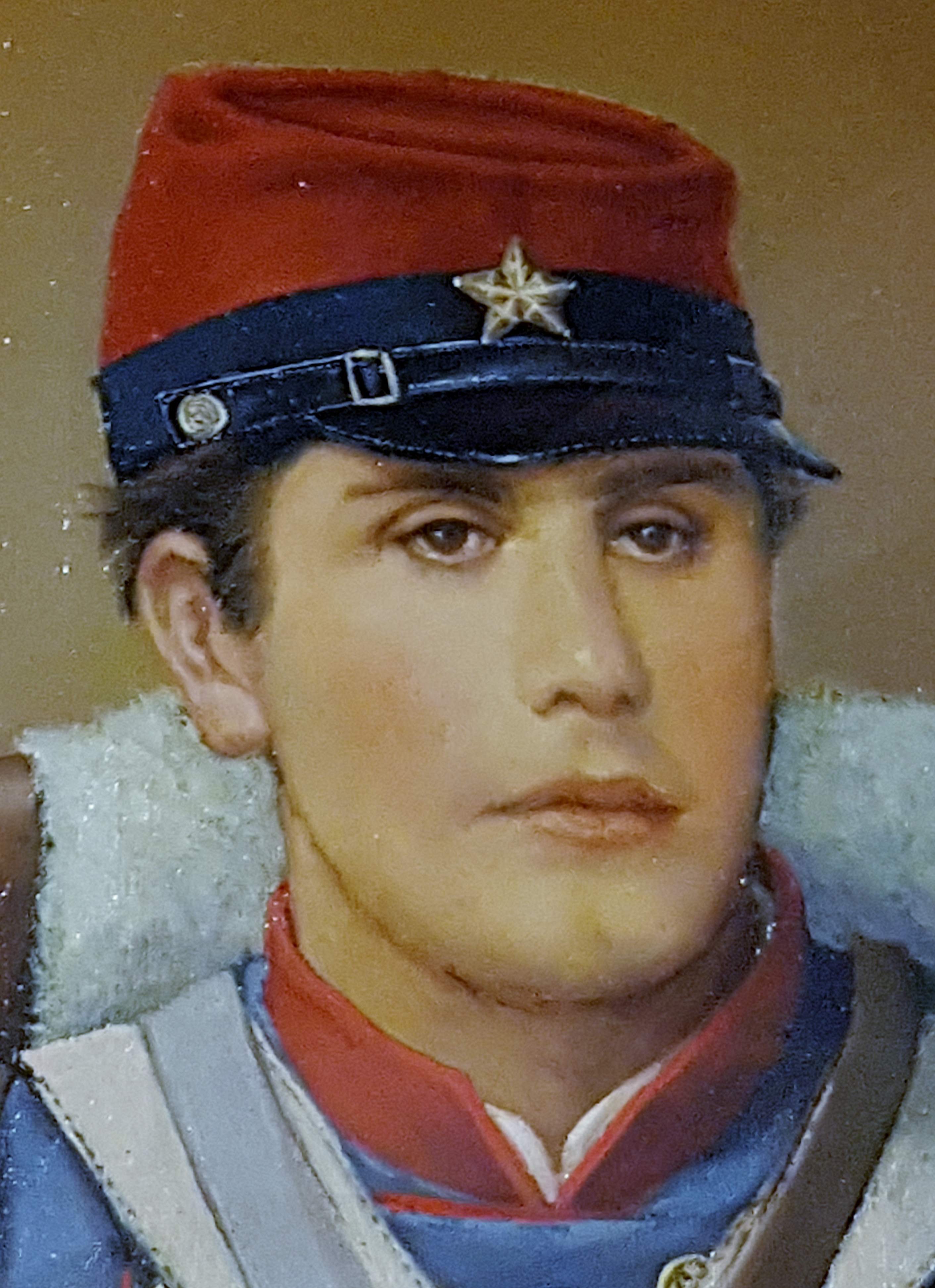
Retrato de Luis Cruz Martínez (detalle).

## Origen etimológico
El Monumento a los Héroes de La Concepción se ubica en el bandejón central de la Alameda del Libertador Bernardo O'Higgins, a pasos de la estación, que debe su nombre a este conjunto escultórico encargado en 1920 a Rebeca Matte por el gobierno para honrar la memoria de los 77 soldados chilenos fallecidos en el batalla de La Concepción, entre el 9 y el 10 de julio de 1882, durante la Guerra del Pacífico. El pictograma utilizado para identificar a la estación hasta 1997 representaba «la llama inextinguible de los héroes griegos».

## Galería

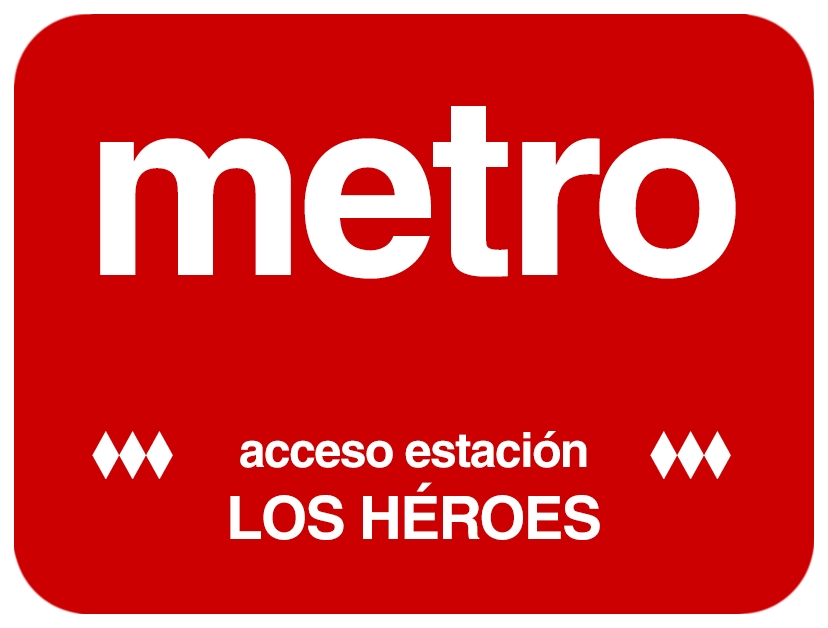
Letrero utilizado en los accesos a la estación hasta 1997.
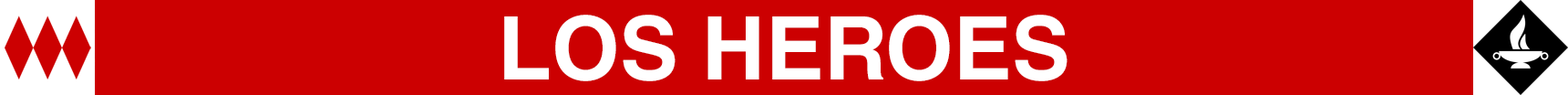
Cenefa antigua utilizada en los andenes de la línea 1.
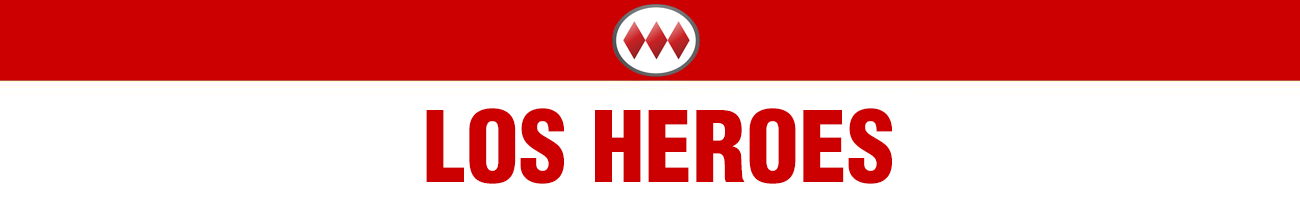
Cenefa utilizada actualmente en los andenes de la línea 1.
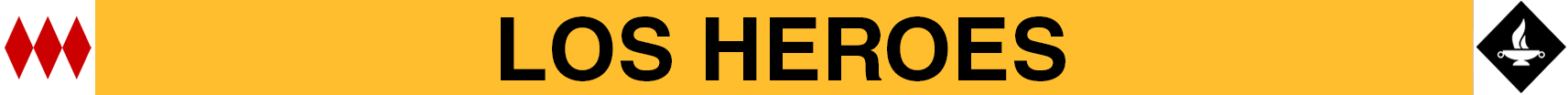
Cenefa antigua utilizada en los andenes de la línea 2.
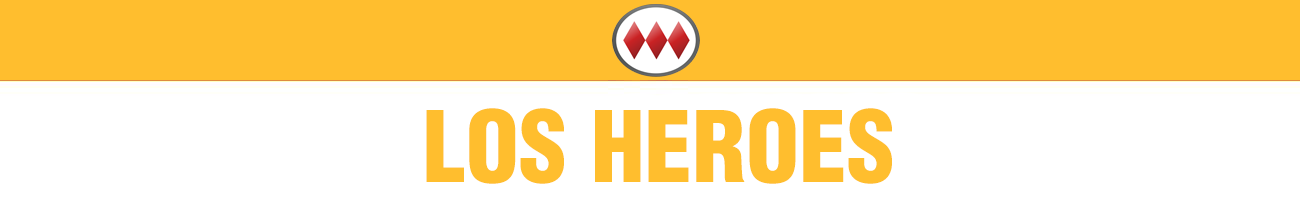
Cenefa utilizada actualmente en los andenes de la línea 2.

## Conexión con Red Metropolitana de Movilidad
La estación posee 13 paraderos de la Red Metropolitana de Movilidad en sus alrededores (sin la existencia del paradero 11), los cuales corresponden a:
| Paradero/ Código                     | Recorridos |
| ------------------------------------ | --- |
| Parada 1 / Metro Los Héroes (PA347)  | 106 (Nueva San Martín) - 109n (Maipú) - 401 (Maipú) - 405 (Maipú) - 419 (Villa Los Héroes) - 421 (Maipú) - 423 (Nueva San Martín) - 432n (Maipú) - 481 (Av. Portales) - 510 (Pudahuel Sur) - 516 (Pudahuel Sur) - 541n (El Tranque)                                           |
| Parada 2 / Metro Los Héroes (PA377)  | 406 (Pudahuel) - 407 (Enea) - 422 (Población Teniente Merino) - 426 (Pudahuel) - 513 (El Montijo) |
| Parada 3 / Metro Los Héroes (PA185)  | 210 (Estación Central) - 210v (Estación Central) - 210e (Estación Central) - 345 (Lo Espejo) - 385 (Villa Francia) - 412 (Enea) - 418 (Enea) - 516 (Pudahuel Sur) - 518 (J.J. Pérez) - I09 (Rinconada) - I09e (Rinconada) - I10n (Villa Los Héroes) - I14n (Mall Plaza Oeste) |
| Parada 4 / Metro Los Héroes (PA366)  | 404 (El Descanso) - 424 (Pudahuel Sur) - 445c (Fin del recorrido) |
| Parada 5 / Metro Los Héroes (PA81)   | 113 (Fin del recorrido) - 115 (Fin del recorrido) - 201e (Metro Santa Ana) - 302 (Metro Santa Ana) - 302e (Fin del recorrido) - 302n (Alameda) |
| Parada 6 / Metro Los Héroes (PA232)  | 302 (La Pintana) - 302e (San Ramón) - 302n (La Pintana) |
| Parada 7 / Metro Los Héroes (PA165)  | 106 (Peñalolén) - 345 (Alameda) - 385 (Mall Florida Center) - 516 (Las Parcelas) - 519 (Av. Grecia) - I09 (Metro Universidad de Chile) - I09e (Metro Universidad de Chile) - I10n (Alameda) - I14n (Centro)                                                                   |
| Parada 8 / Metro Los Héroes (PA337)  | 109n (Plaza Italia) - 210 (Puente Alto) - 210v (Av. México) - 210e (Puente Alto) - 412 (La Reina) - 418 (Av. Tobalaba) - 419 (Plaza Italia) - 423 (Plaza Italia) - 424 (Metro Universidad de Chile) - 481 (Plaza Italia) - 510 (Río Claro)                                    |
| Parada 9 / Metro Los Héroes (PA370)  | 401 (Las Condes) - 405 (Cantagallo) - 406 (Cantagallo) - 407 (Las Condes) - 421 (San Carlos de Apoquindo) - 426 (La Dehesa) - 432n (La Reina) - 541n (Colón) |
| Parada 10 / Metro Los Héroes (PA652) | 201e (San Bernardo) |
| Parada 12 / Metro Los Héroes (PA668) | 403 (La Reina) - 404 (Mapocho) - 422 (La Reina) - 445c (Vitacura) - 513 (José Arrieta) |
| Parada 13 / Metro Los Héroes (PA675) | 113e (Fin del recorrido / Ciudad Satélite) - 125 (Metro Universidad de Chile) |
| Parada 14 / Metro Los Héroes (PA679) | 403 (Metro Santa Ana) |